# Björkby
Ej att förväxla med tätorten Hedenäset i svenska Norrbotten, också kallad Koivukylä på finska.

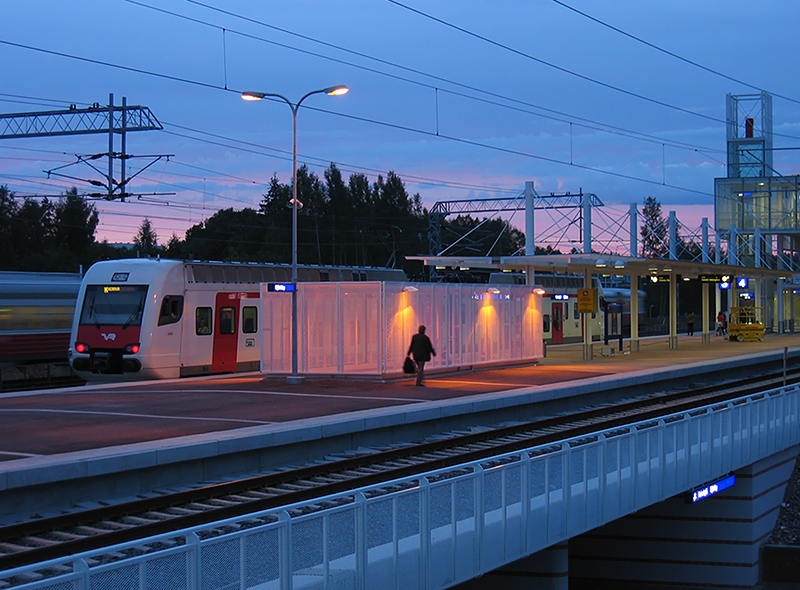
Björkby station

Björkby (finska: Koivukylä) är en stadsdel i Vanda stad med en närtågsstation, belägen längs finska stambanan.
Officiellt omfattar stadsdelen Björkby endast området väster om stambanan, "Gamla Björkby", men ofta anses stadsdelen Havukoski på den östra sidan vara en del av Björkby. Gamla Björkby består av ett höghusområde vid järnvägen och Asolaleden och småhus i väster. 

## Historia
Björkby är uppkallad efter en björkskog där bosättning uppstod. Stambanan har sedan den öppnade år 1862 påverkat utvecklingen i Björkby. Sedan inflyttningsvågen till huvudstadsregionen var som starkast på 1960-talet har Björkby vuxit snabbt. På 1970-talet spred sig bebyggelsen till den östra sidan av järnvägen då förorten Havukoski byggdes. Den 1 december 1980 öppnades Björkby järnvägsstation, trafikerad av Helsingfors närtåg mellan Helsingfors centralstation och Kervo (eller Riihimäki nattetid).

## Björkby storområde
Björkby storområde (mörkgrön på kartan) omfattar 6 stadsdelar i mellersta Vanda. Storområdet hade 31 500 invånare år 2023. 